# آرامگاه مشاهیر

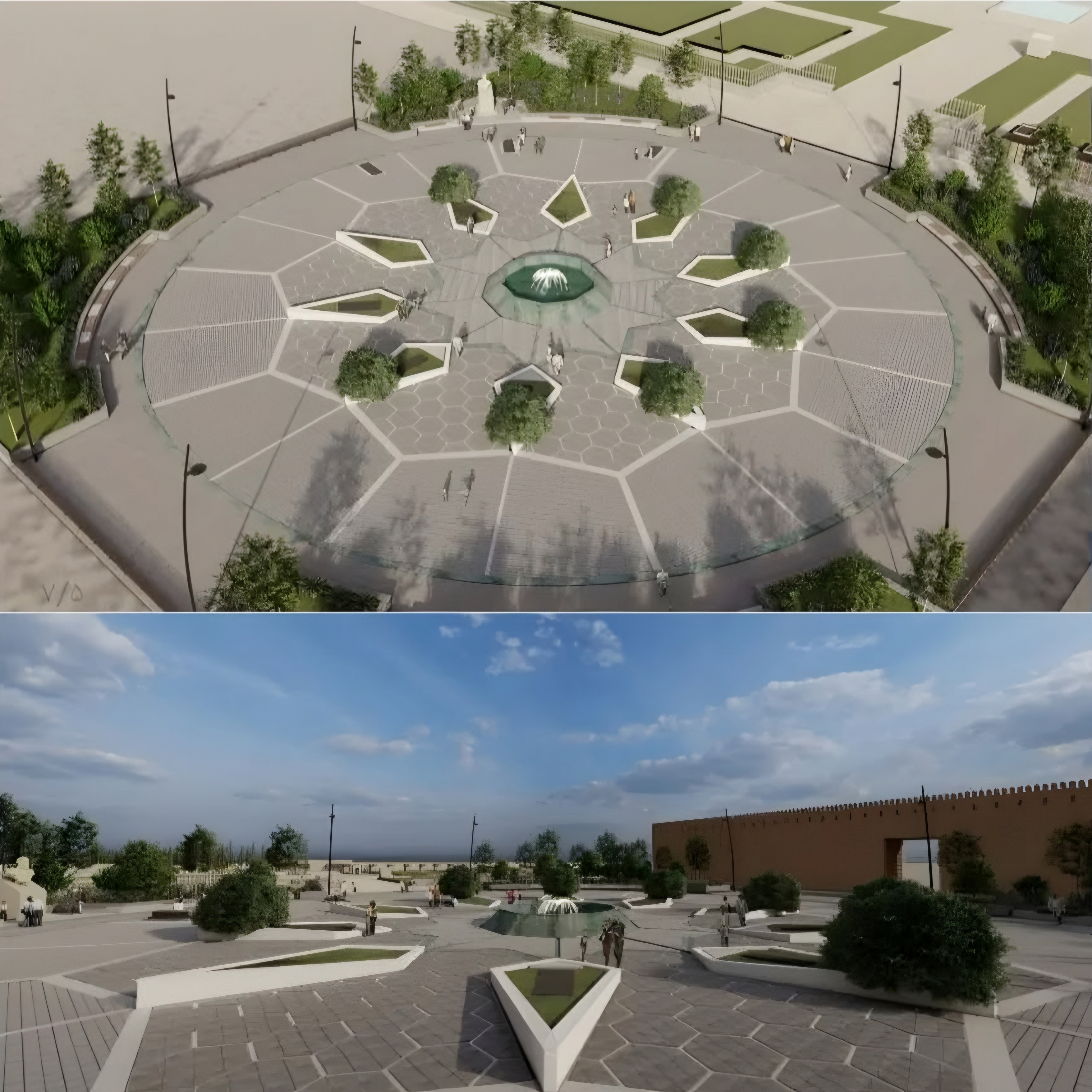
آرامگاه مشاهیر نیشابور

آرامگاه مشاهیر یکی از گورستان‌های تاریخی شهر نیشابور است که در محلهٔ شادیاخ واقع شده‌است. آرامگاه مشاهیر هم‌اکنون در انتهای بلوار عرفان و حدفاصل آرامگاه عطار نیشابوری و سایت باستانی شادیاخ قرار دارد.

## دفن شدگان

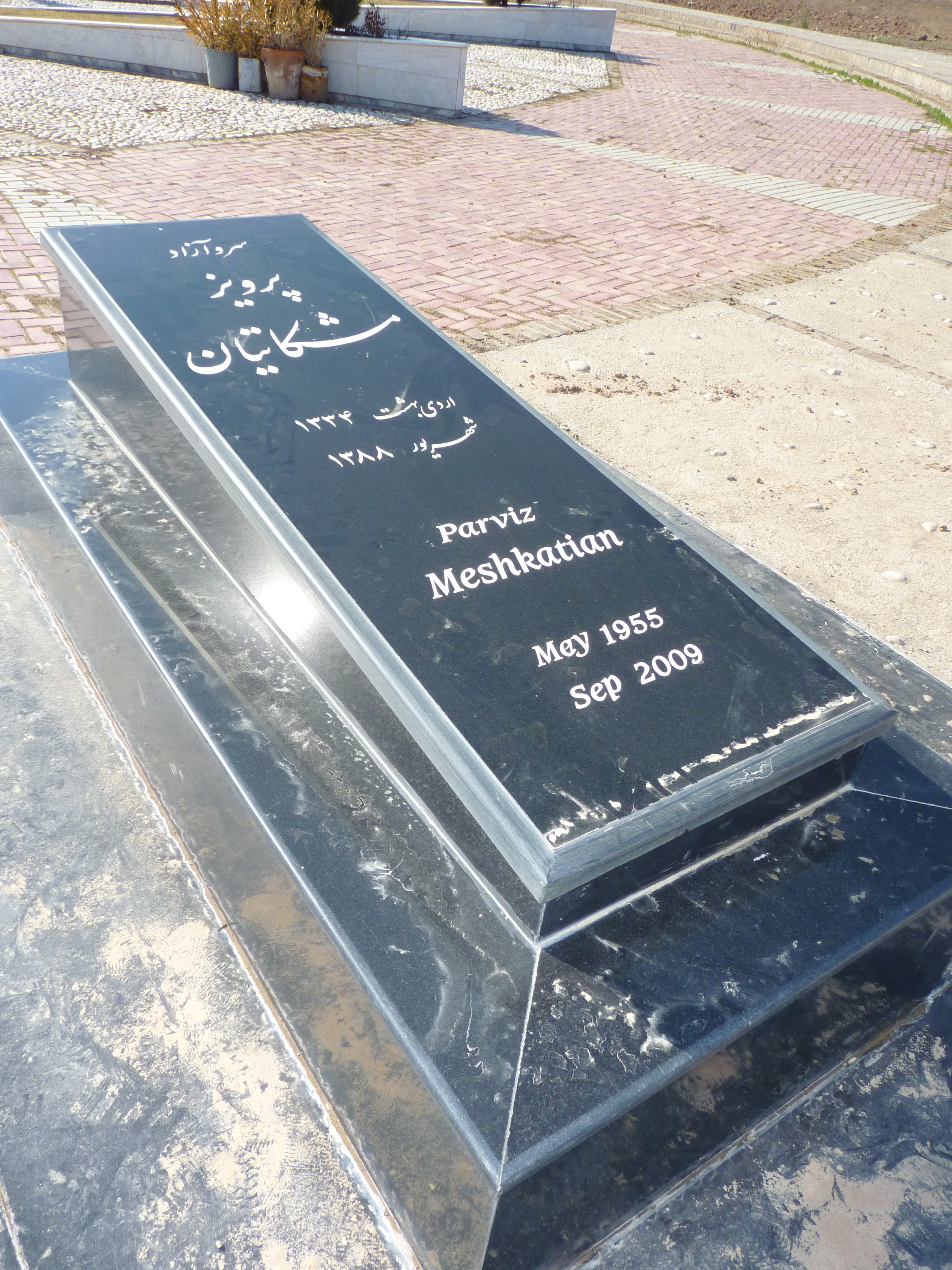

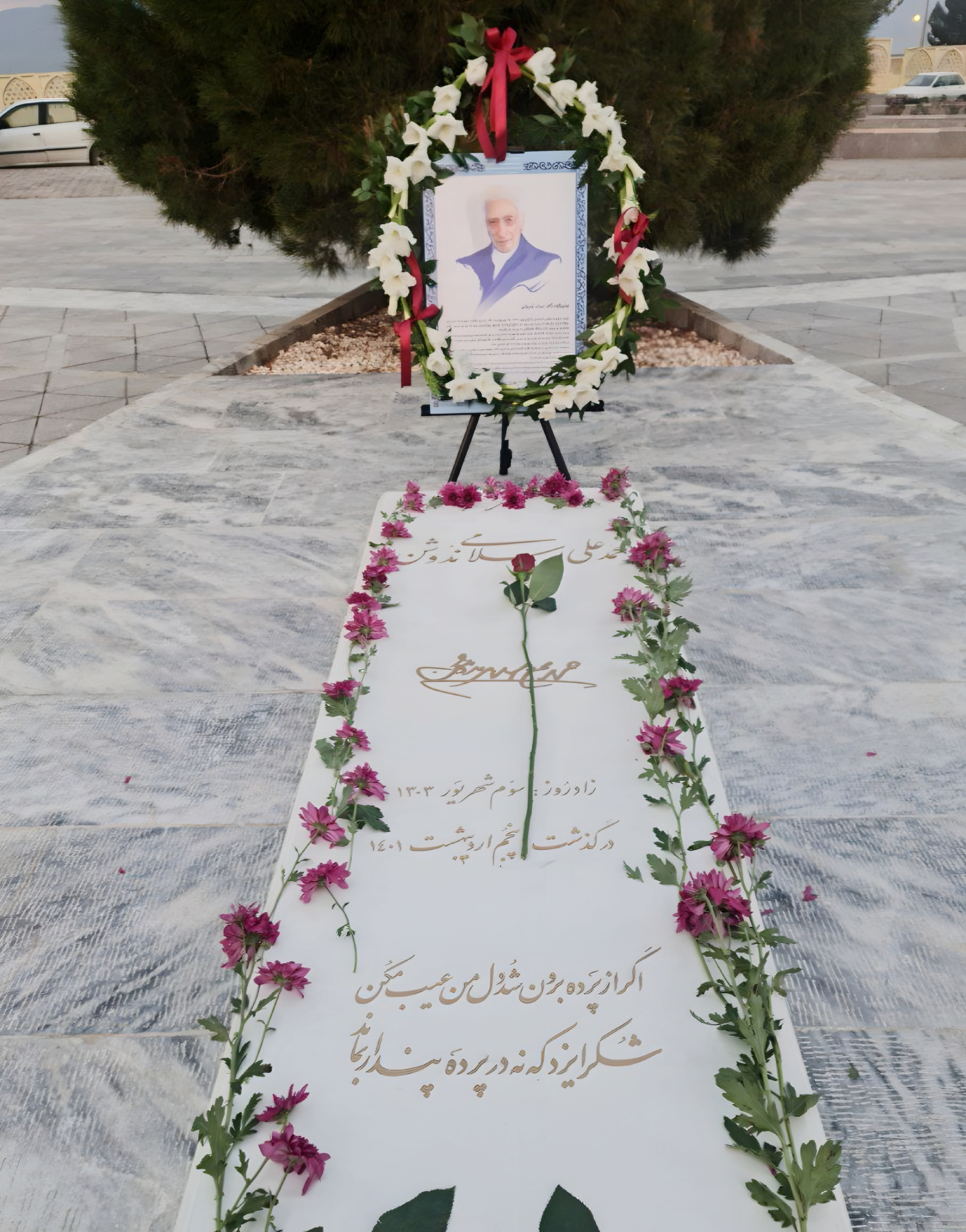

از معروف‌ترین آرمیدگان در آرامگاه مشاهیر می‌توان به افراد زیر اشاره کرد:

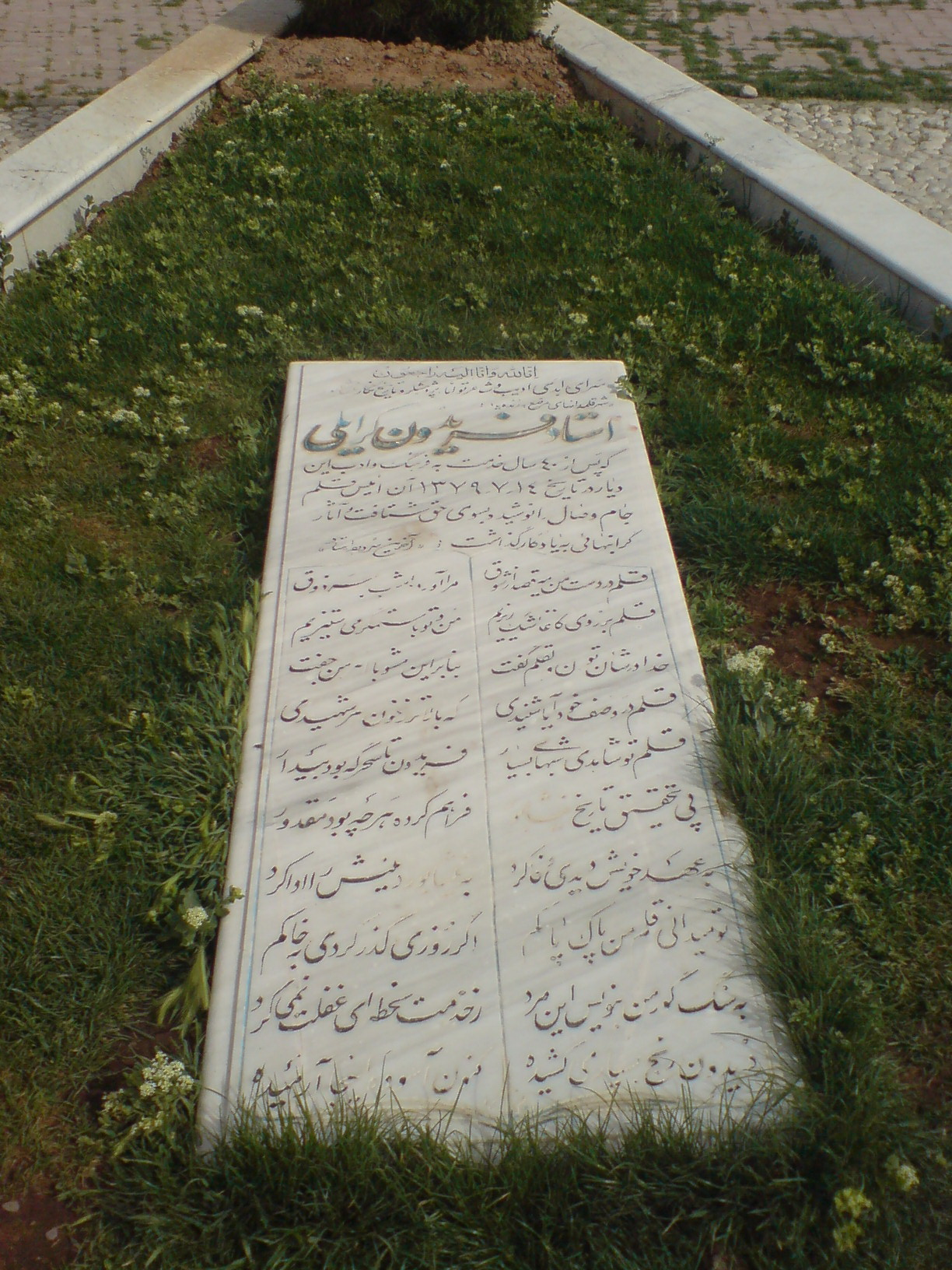

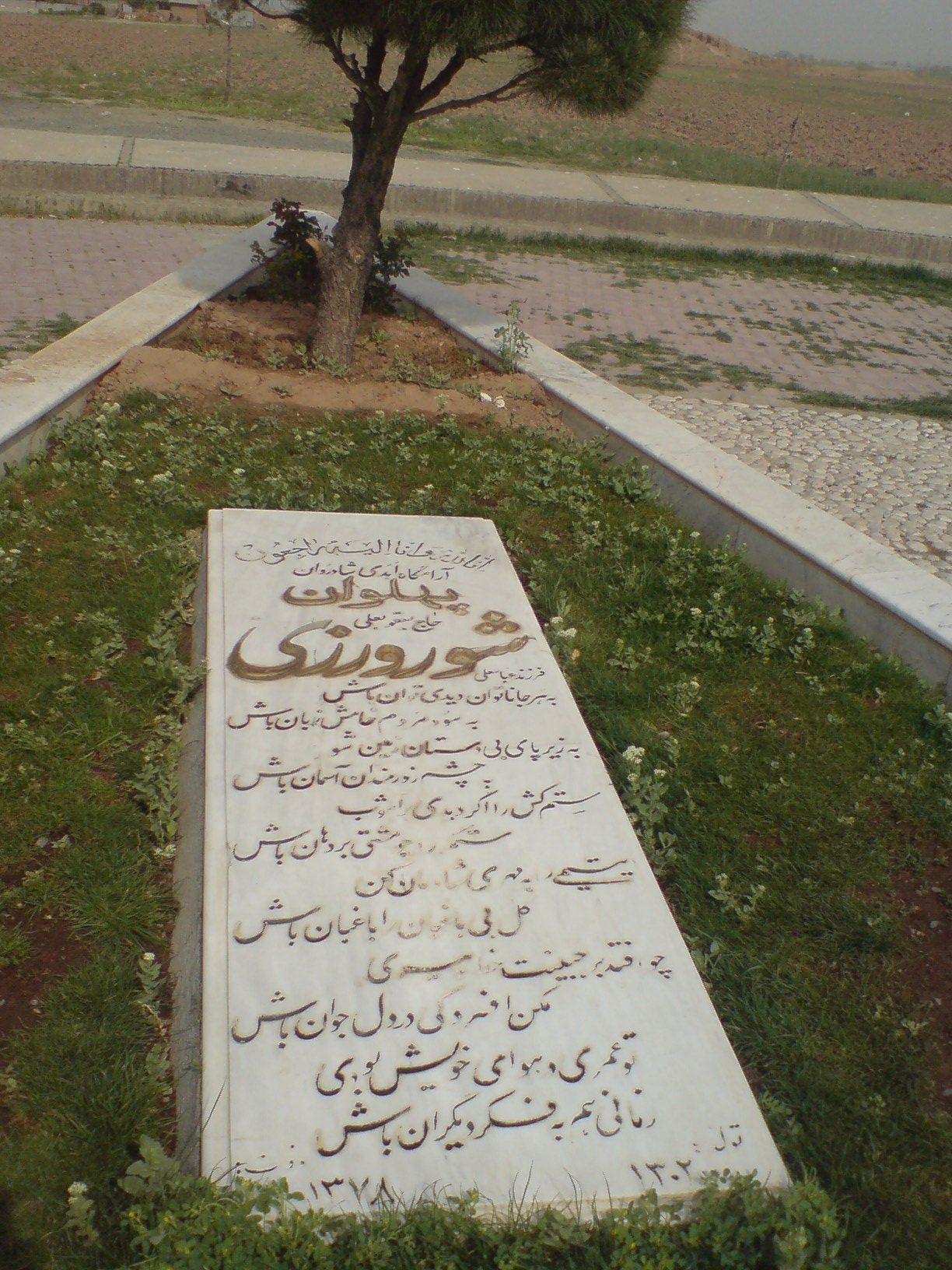

- پرویز مشکاتیان[۱]

- محمدعلی اسلامی ندوشن[۲]

- فریدون گرایلی[۳]

- حسن نظریان[۴]
- یعقوبعلی شوروزری[۵]

- محمدقاسم اخوی‌یان[۶]
- شیدای گیلانی[۷]